# Mordellistena stellata
Mordellistena stellata es una especie de coleóptero de la familia Mordellidae.

## Distribución geográfica
Habita en Sudán.